# Straight Edge as Fuck Part III
Straight Edge as Fuck Part III es el tercer y último álbum de compilación del sello sueco Desperate Fight Records, publicado el 24 de junio de 1997.

## Listado de canciones
1. Saidiwas – Airlines
2. Separation – Is It Over?
3. Bittersweet – Love Is For The Few
4. Bloodpath – Song For Steve
5. Purusam – Blunt
6. Doughnuts	– Meet Me On My Way Upstairs
7. Final Exit – Spänningen Släpper
8. Plastic Pride	– Is This What I Found?
9. Refused – New Noise
10. Eclipse – Reciever
11. Scared – You Are My Tutor
12. Abhinanda	– Desasir